# ليونارد سسكيند

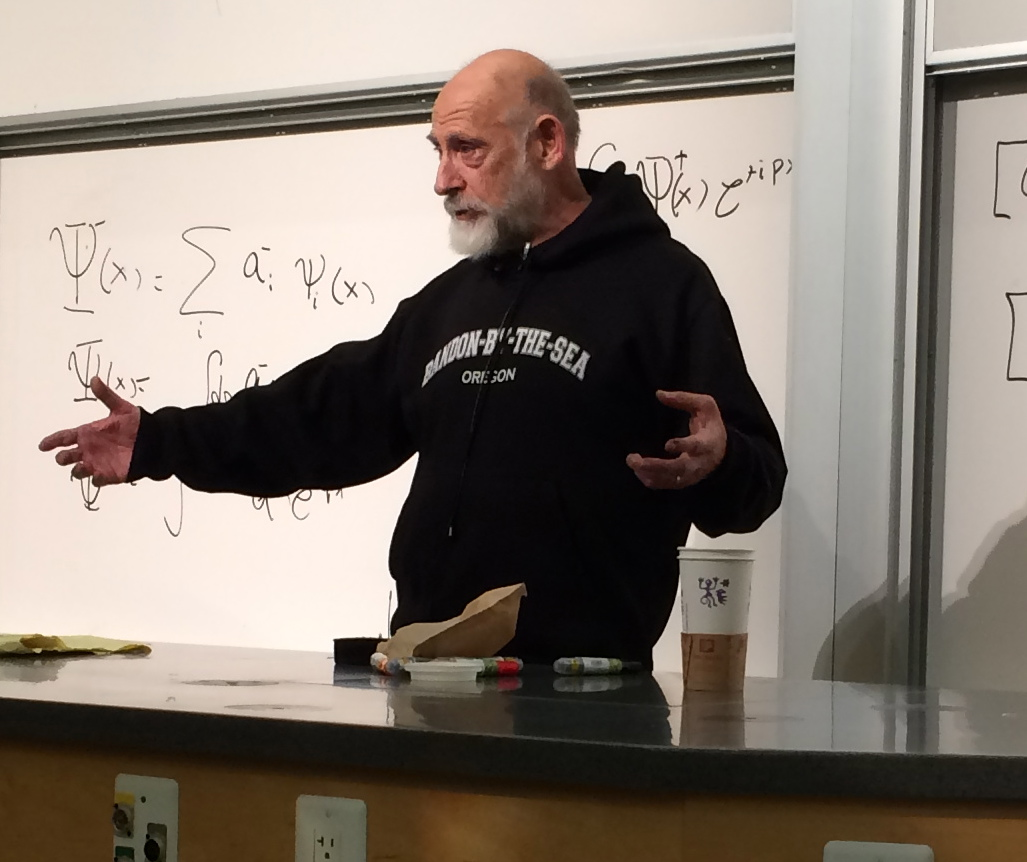
ليونارد

ليونارد سسكيند (بالإنجليزية: Leonard Susskind) (من مواليد 1940) هو عالم فيزياء نظرية في جامعة ستانفورد وموجه في معهد ستانفورد للفيزياء النظرية. تشمل اهتمامات سسكيند نظرية الأوتار، ونظرية الحقل الكمومي، وميكانيكا الكم الإحصائية وعلم كم الكونيات. تدرج ساسكند في مجال دراسة الفيزياء، وحصل علي الدكتوراة، ولم يُعجبه كلام ستيفن هوكينغ عن الثقوب السوداء، وبالتحديد عن ضياع المعلومات بداخل الثقوب السوداء، ووضَّح أن هذا اختراق لقانون مهم وهو قانون حفظ المعلومات. انتصر ساسكند في النهاية، وكنتيجة للجدال المحتدم، ظهرت نظرية المبدأ الهولوجرامي التي إقترحها جيرارد هوفت. يُعد سسكيند من أكبر المساهمين في نظرية الأوتار، التي أعطت مفهوماً جديداً لفهم العلماء للكون والجزيئات والفيزياء الكمية حتي

## روابط خارجية
- ليونارد سسكيند على موقع IMDb (الإنجليزية)
- ليونارد سسكيند على موقع الموسوعة البريطانية (الإنجليزية)
- ليونارد سسكيند على موقع ميوزك برينز (الإنجليزية)